# 波士尼亞與赫塞哥維納政治
波士尼亞與赫塞哥維納的政治體系十分複雜。目前波赫被分為兩個實體，即波士尼亞與赫塞哥維納聯邦和塞族共和國，此外布爾奇科特區由雙方共同管理。兩個實體都有自己的憲法。波士尼亞與赫塞哥維納是一個代議制民主國家，行政權由波士尼亞與赫塞哥維納部長會議行使。立法權由波士尼亞赫塞哥維納国會行使。司法機構獨立於行政機構和立法機構。